# Abrodictyum
 Abrodictyum, biljni rod iz porodice tankolistovki (Hymenophyllaceae), dio je razreda Polypodiopsida ili papratnice.
U rod Abrodictyum uključeno je 36 vrsta u tropskim krajevima Starog svijeta. Rodu pripaddaju tropske kopnene biljke, od kojih su neke epifitne. Epifiti dobivaju vodu ili putem zraka (kiša), ili od svog domaćina. Rizom je uspravan, ili kratak i puzav.

## Vrste
1. Abrodictyum angustimarginatum (Bonap.) J. P. Roux
2. Abrodictyum asae-grayi (Bosch) Ebihara & K. Iwats.
3. Abrodictyum boninense Tagawa & K. Iwats. ex K. Iwats.
4. Abrodictyum brassii (Croxall) Ebihara & K. Iwats.
5. Abrodictyum caespifrons (C. Chr.) comb. ined.
6. Abrodictyum caudatum (Brack.) Ebihara & K. Iwats.
7. Abrodictyum cellulosum (Klotzsch) Ebihara & Dubuisson
8. Abrodictyum clathratum (Tagawa) Ebihara & K. Iwats.
9. Abrodictyum cumingii C. Presl
10. Abrodictyum cylindratum Dubuisson
11. Abrodictyum dentatum (Bosch) Ebihara & K. Iwats.
12. Abrodictyum dregei (Bosch) Dubuisson & Rouhan
13. Abrodictyum elongatum (A. Cunn.) Ebihara & K. Iwats.
14. Abrodictyum extravagans (Copel.) comb. ined.
15. Abrodictyum flavofuscum (Bosch) Ebihara & K. Iwats.
16. Abrodictyum franceae Dubuisson et al.
17. Abrodictyum guineense (Afzel. ex Sw.) J. P. Roux
18. Abrodictyum idoneum (C. V. Morton) Ebihara & K. Iwats.
19. Abrodictyum kalimantanense (K. Iwats. & M. Kato) Ebihara & K. Iwats.
20. Abrodictyum laetum (Bosch) Ebihara & K. Iwats.
21. Abrodictyum muluense (K. Iwats.) comb. ined.
22. Abrodictyum obscurum (Blume) Ebihara & K. Iwats.
23. Abrodictyum pachyphlebium (C. Chr.) Bauret & Dubuisson
24. Abrodictyum parviflorum (Poir.) Bauret & Dubuisson
25. Abrodictyum pluma (Hook.) Ebihara & K. Iwats.
26. Abrodictyum polystromaticum (Bierh.) comb. ined.
27. Abrodictyum rigidum (Sw.) Ebihara & Dubuisson
28. Abrodictyum saxatile (T. Moore) Parris
29. Abrodictyum schlechteri (Brause) Ebihara & K. Iwats.
30. Abrodictyum setaceum (Bosch) Ebihara & K. Iwats.
31. Abrodictyum setigerum (Backh.) Parris
32. Abrodictyum sprucei (Baker) Ebihara & Dubuisson
33. Abrodictyum strictum (Menzies ex Hook. & Grev.) Ebihara & K. Iwats.
34. Abrodictyum tamarisciforme (Jacq.) Ebihara & Dubuisson
35. Abrodictyum truncatum (Copel.) comb. ined.
36. Abrodictyum windischianum (Lellinger) comb. ined.